# Caleb Rotherham
Né en 1694 à Great Salked, sur les bords de la rivière Eden, Caleb Rotherham (1694-1752) était l'un des Dissidents anglais qui firent sécession de l'Église d'Angleterre. Ils s'opposaient à l'interaction de l'État dans les affaires religieuses et fondèrent leurs propres communautés du XVIe au XVIIIe siècle. Les dissidents triomphèrent pour un temps lors du gouvernement d'Oliver Cromwell, mais après la Restauration de la monarchie, en 1660, l'épiscopat fut rétabli et les droits civiques des Dissidents limités, dès 1662, par l’Act of Uniformity et le Test Act.

## Biographie
En 1716, il est invité à Kendal (Cumbria), par une congrégation de dissidents qui y vivait. Il devient leur pasteur. Il fut en 1733 le fondateur, dans la même ville, d'une académie dissidente, qui instruisit l'un des pères de la révolution industrielle, le fondeur et beau-frère de Joseph Priestley, John Wilkinson, à qui il donna des cours de sciences et de mathématiques.
Le but principal de cette école était de former des pasteurs pour l'église dissidente, en mettant l'accent sur la nécessité de l'ouverture d'esprit et de la capacité à penser librement sur la plupart des sujets.
En mai 1743, il a obtenu un doctorat en théologie à l'université d'Edinbourg, où enseigne alors des scientifiques réputés comme Joseph Black. Il défend en particulier l'idée que la fiabilité des témoignages humains diminue proportionnellement au temps qui les sépare de l'événement rapporté.
Son fils aîné John devint professeur de philosophie, après avoir été l'assistant de Joseph Black et le cadet Edward devint officier dans la Royal Navy.
Parmi les autres Dissidents les plus connus, on peut citer le fondateur de la secte des Puritains Henry Jacob (1563-1624), l'éditeur Joseph Johnson (1738-1809), la mystique Jane Leade (1623-1704) ou encore le chimiste et théologien Joseph Priestley (1733 – 1804).